# Единицы измерения стока
Единицы измерения стока — система мер, установившаяся в практике исследований речного стока, предназначенная для изучения изменения водности рек в течение заданного отрезка времени.
К единицам измерения стока относятся:
1. Мгновенный (секундный) расход воды — характеризует водность реки в данный момент и выражается в кубических метрах в секунду [м³/с]
2. Объём стока реки за некоторый период времени. Объём стока, в зависимости от продолжительности рассматриваемого периода и водности реки, выражается в кубических метрах [м³] или кубических километрах [км³]
3. Модуль стока — количество воды, стекающей в единицу времени с единицы площади водосбора [м³/(с•км²]
4. Высота слоя стока (слой стока) — отношение объёма стока реки за интервал времени к площади его водосбора [мм].
5. Коэффициент стока — отношение высоты слоя стока за интервал времени к количеству выпавших в бассейне осадков за тот же период. Коэффициент стока выражается безразмерным числом. Коэффициент стока для коротких периодов (сезонов, месяцев) является величиной фиктивной, так как сток в реке за это время обуславливается не только осадками, выпавшими за это время, но и за более длительный предшествующий период.